# Pomaderris graniticola
Pomaderris graniticola är en brakvedsväxtart som först beskrevs av Neville Grant Walsh och Coates, och fick sitt nu gällande namn av K.L.Mcdougall och Millott. Pomaderris graniticola ingår i släktet Pomaderris och familjen brakvedsväxter. Inga underarter finns listade i Catalogue of Life.